# مدرعة أراندا
مدرعة أراندا (باللاتينية: Arandaspis prionotolepis) هو نوع منقرض من الأسماك عديمة الفك التي عاشت في العصر الأردفيشي منذ قرابة 480 إلى 470 مليون سنة. وهي أقدم الفقاريات المعروفة.

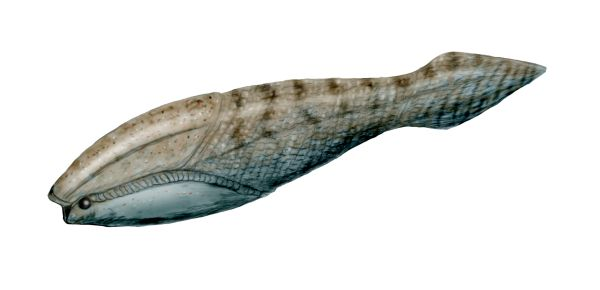
ترميم لجسد الأحفورة

وجدت بقايا هذا النوع في بلدة en:Alice Springs في أستراليا في 1959، ولكن لم يكتشف أنها أقدم الفقاريات المعروفة إلا في أواخر ستينات القرن الماضي. سميت هذه السمكة نسبة لقبيلة أراندا من السكان الأصليين.
كان طول مدرعة أراندا تقريبًا 15 سم (6 بوصات) بجسم انسيابي مغطى بصفوف من en:scute أو التروس الناتئة. مقدمة الجسد والرأس مغطاة بصفائح صلبة بها فتحات للعينين والمنخرين والخياشيم. وبالرغم من أن مدرعة أراندا لم يكن لديها فكان إلا أنه من المحتمل أنها قد تميزت بوجود صفائح قابلة للتحريت في فمها تؤدي دور الشفتين وتمتص جسيمات الغذاء. يوحي موضع فمها المتدني إلى أنها كانت تجول قاع المحيط. لم يكن لها زعانف؛ فكانت طريقتها الوحيدة للدفع هي ذيلها المفلطح أفقيًا. ونتيجة لذلك، فمن المرجح أنها كانت تسبح مثل الشرغوف الحديث.